# Megan Montaner
Megan Gracia Montaner (ur. 21 sierpnia 1987 w Huesce) – hiszpańska aktorka filmowa i telewizyjna oraz była modelka.

## Życiorys
Po raz pierwszy na ekranie pojawiła się w 2010 roku, grając epizodyczną rolę w serialu La pecera de Eva, emitowanym w hiszpańskiej telewizji Telecinco. W tym samym roku zagrała Rocío w katastroficznym filmie telewizyjnym Lot 8714: ostatni start. Następnie wystąpiła w miniserialu Tormenta, zrealizowanym przez stację Antena 3. Emisja produkcji nastąpiła jednak dopiero w 2013 roku.
Pod koniec 2010 roku dołączyła do obsady telenoweli Amar en tiempos revueltos, nadawanej na kanale hiszpańskiej telewizji publicznej RTVE, gdzie do 2011 roku kreowała postać Glorii Hernández Sánchez.
Na początku 2011 roku dostała główną rolę akuszerki Pepy Aguirre w telenoweli Sekret, która przyniosła jej popularność. Za tę rolę otrzymała nagrodę specjalną od czytelników „Magazine Estrella”. Aktorka występowała w produkcji do połowy 2012, a także pojawiła się w niej gościnnie w 2014 roku.
W listopadzie 2012 ogłoszono, że Montaner wcieli się w Maite Ribelles de Alarcón w trzecim sezonie serialu Zagadka hotelu Grand, którego emisja rozpoczęła się na początku 2013 w stacji Antena 3.
W 2014 roku zadebiutowała na dużym ekranie rolą Lidii w filmie Za garść pocałunków w reżyserii Davida Menkesa. W maju tego samego roku na kanale Antena 3 rozpoczęto emisję serialu Sin identidad z Montaner w roli głównej, a w sierpniu otrzymała nagrodę dla najlepszej aktorki na festiwalu Festival de Cine de Comedia de Tarazona y el Moncayo.
Na początku 2015 w hiszpańskiej telewizji publicznej premierę miał serial Víctor Ros, w którym aktorka zagrała jedną z głównych postaci – Lolę „La Valencianę”.
W marcu 2016 na antenie włoskiej telewizji Canale 5 rozpoczęła się emisja miniserialu Fuoco amico TF45 – Eroe per amore z jej udziałem. Produkcja została zrealizowana w 2015 roku, a aktorka wykreowała w niej jedną z czołowych bohaterek – Samirę Kassem. Miesiąc później w hiszpańskiej stacji Antena 3 wystartował serial La embajada, gdzie Montaner pojawiła się jako Sara Domingo. Zasiadła też w jury pierwszej edycji programu Pequeños gigantes, włoskim odpowiedniku Małych Gigantów.

## Filmografia
- 2010: La pecera de Eva jako Chica
- 2010: Lot 8714: ostatni start jako Rocío
- 2010–2011: Amar en tiempos revueltos jako Gloria Hernández Sánchez
- 2011–2012, 2014: Sekret jako Pepa Aguirre/Pepa Balmes Molero
- 2012: El Trayecto jako Ana[19]
- 2013: Tormenta jako Elia
- 2013: Zagadka hotelu Grand jako Maite Ribelles de Alarcón
- 2014: Za garść pocałunków (Por un puñado de besos) jako Lidia
- 2014–2015: Sin identidad jako María Fuentes Vergel/Mercedes Dantés Petrova
- 2014: Bogowie i psy (Dioses y perros) jako Adela[20]
- 2015–2016: Víctor Ros jako Lola „La Valenciana”
- 2016: Fuoco amico TF45 – Eroe per amore jako Samira Kassem
- 2016: La embajada jako Sara Domingo
- 2017: Señor, dame paciencia jako Sandra
- 2017: Velvet Colección jako Elena Pons
- 2020: 30 srebrników jako Elena

## Nagrody
- 2011: Nagroda specjalna od czytelników „Magazine Estrella” za rolę w serialu Sekret[6]
- 2014: Nagroda dla najlepszej aktorki na festiwalu Festival de Cine de Comedia de Tarazona y el Moncayo[11]
- 2014: Nagroda na festiwalu FesTVal de Vitoria[21]
- 2015: Nagroda „Zapping” w kategorii Najlepsza aktorka za rolę w serialu Sin identidad[22]